# Érico Veríssimo
Érico Lopes Veríssimo (* 17. Dezember 1905, Cruz Alta in Rio Grande do Sul, Brasilien; † 28. November 1975 in Porto Alegre) war ein brasilianischer Schriftsteller, Literaturwissenschaftler und Übersetzer. Als sein bedeutendstes Werk gilt die Trilogie O tempo e o vento (deutscher Titel: Die Zeit und der Wind).

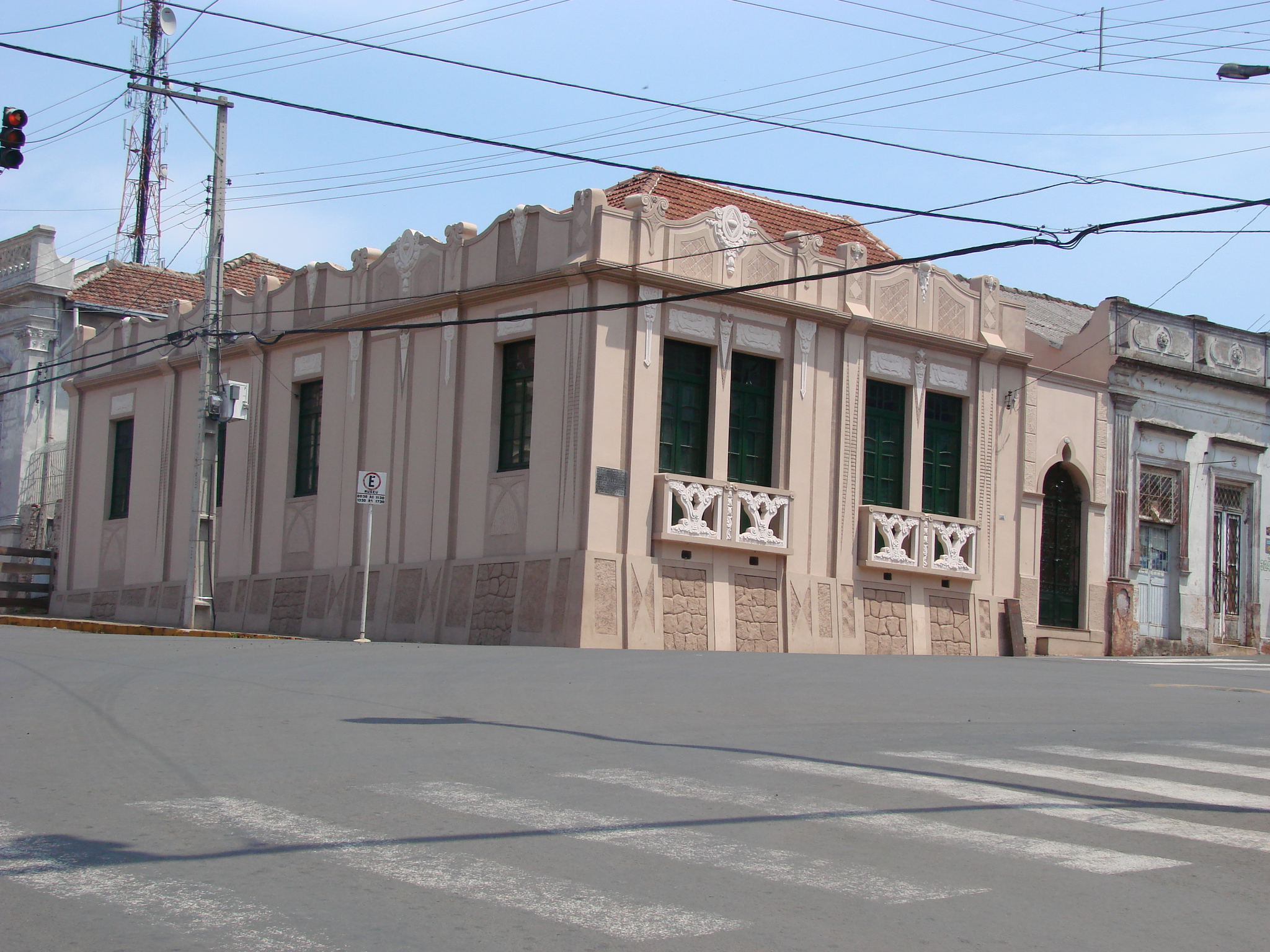
Haus der Familie Éricos in Cruz Alta, heute ein Museum der Fundação Érico Veríssimo.

## Leben

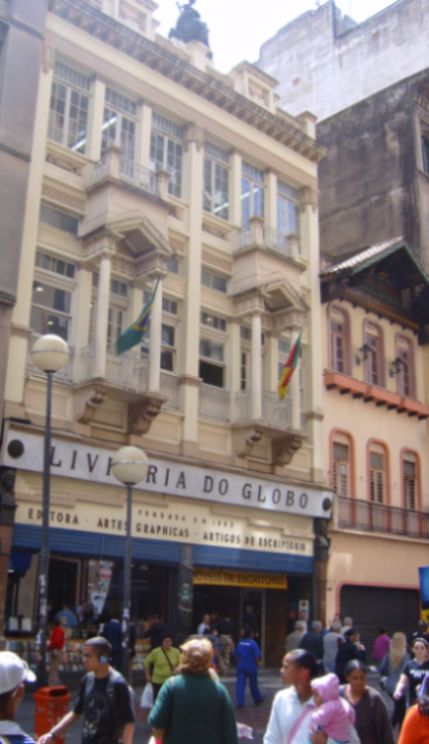
Buchhandlung und Verlag Editora Globo in Porto Alegre, in dem Érico arbeitete und seine Werke veröffentlichte.

Érico Veríssimo war der Sohn des Apothekers Sebastião Veríssimo da Fonseca, verehelicht mit Abegahy Lopes, beide aus traditionsreichen Gaúchos-Familien entstammend. Er war in eine wohlhabende Familie geboren, die jedoch Bankrott machte. Die Höhere Schule konnte er folglich nicht abschließen, da er früh zur Erwerbstätigkeit genötigt war.
In Cruz Alta wurde er Apotheker, war aber nicht erfolgreich und zog im Dezember 1930, dem Jahr der Revolution von 1930 (Revolução de 1930), in das 130 km entfernte Porto Alegre, der Hauptstadt des Bundesstaates Rio Grande do Sul, um ausschließlich von der Schriftstellerei zu leben. Zu seinen bisherigen Literaturerfahrungen gehörten Autoren wie Aluísio Azevedo, Joaquim Manuel de Macedo, von den ausländischen Schriftstellern Scott, Zola und Dostojewski. In Porto Alegre schloss er sich den damals dort lebenden schon berühmten Schriftstellern und Intellektuellen wie Mário Quintana, Augusto Meyer, Guilhermino César und anderen an. 1931 wurde er Redaktionsassistent bei der Revista do Globo, wurde 1932 deren Direktor und übernahm später die Leitung des Verlages Editora Globo, den er mit Erfolgsreihen wie Nobel e Biblioteca do Séculos vorwärts brachte. Ab 1931 begann er auch Werke aus dem Englischen zu übersetzen, zunächst Edgar Wallace, dann Aldous Huxley oder Somerset Maugham. Aus dem Deutschen übersetzte er u. a. Hans Falladas Kleiner Mann - was nun? und Jahrgang 1902 von Ernst Glaeser.
Ab 1943 unterrichtete er Brasilianische Literatur an der University of California, Berkeley. Seine literaturwissenschaftlichen Vorlesungen erschienen auf Englisch 1945 als Brazilian Literature – an Outline. Von 1953 bis 1956 leitete er die Kulturabteilung der Organisation Amerikanischer Staaten in Washington, D.C.
Érico Veríssimo war seit 1931 mit Mafalda Volpe verheiratet, mit der er zwei Kinder hatte. Sein Sohn Luís Fernando Veríssimo (* 1936) ist ebenfalls ein in Brasilien sehr bekannter Schriftsteller. 1975 verstarb Érico an einem Herzanfall, ohne das Erscheinen des zweiten Teiles seiner Autobiografie Solo de clarineta. (Klarinettensolo) zu erleben. In Rio Grande do Sul wird sein Andenken u. a. durch die Fundação Érico Veríssimo gewahrt, eine Stiftung, die in Cruz Alta ein Schriftstellermuseum unterhält.

## Schriftstellerisches Wirken
Érico Veríssimo war ein überaus produktiver Autor, der neben seinen Romanen und Erzählungen auch Jugendliteratur und Reiseberichte veröffentlichte, und gilt sozusagen als erster Berufsschriftsteller in Rio Grande do Sul. Sein gesamtes literarisches Werk lässt sich heute in drei Phasen gliedern, die zeitlich und thematisch aufeinanderfolgen.
Mechthild Strausfeld beschreibt die damalige Zeit nach 1920, in der Érico Veríssimo seine literarische Position finden musste, Zitat: „In den nächsten beiden Jahrzehnten folgten in rascher Folge neue Namen, neue Werke, begann der Aufschwung der brasilianischen Literatur. Beflügelt wurde er dann durch die Ereignisse der »Woche der Modernen Kunst von São Paulo«, die in diesem Jahrhundert die wohl wichtigste Zäsur im Kulturleben des Landes darstellt. Die »modernistische Revolution« aus dem Jahr 1922 rüttelte die Intellektuellen auf, zwang sie zur Stellungnahme, zum Überdenken ihrer Arbeit, zur Auseinandersetzung mit ihrem Land. Die brasilianische Kunst und Literatur befreite sich von den europäischen Modellen und wurde sozusagen »in einer Woche« eigenständig und modern.“ Diese erste Phase des literarischen Modernismo in der Ausprägung des Modernismo brasileiro war noch weitgehend durch Oswald de Andrade und sein Umfeld, der „1922er Generation“, avantgardistisch geprägt. Zu Beginn der zweiten Phase des Modernismo brasileiro (1930–1945) setzt das schriftstellerische Werk von Érico Veríssimo ein. Strausfeld führt weiter aus, Zitat: „Das Jahr 1930 stellt eine Zäsur in der brasilianischen Geschichte dar. Die Bevölkerung überschritt die vierzig Millionen, Getúlio Vargas wurde Präsident des Landes und instaurierte den Estado Novo. Damit wird der Beginn des modernen Brasiliens markiert. Die bis dahin weitgehend intakt gebliebene Herrschaft der Oligarchien, der »Herrenhäuser«, geriet durch das allmähliche Aufkommen einer Mittelschicht, durch das Entstehen der großen Metropolen, durch das erwachende Selbstbewußtsein (nicht zuletzt gefördert durch die »Woche der Modernen Kunst«) in Bewegung.“
In den 1930er Jahren setzte die literarische Strömung des Regionalismo brasileiro ein, im Werk von Érico Veríssimo insbesondere thematisch behandelt durch den riograndischen Gaúcho-Stadtroman des Süden Brasiliens und dem Gaúcho-Geschichtsroman Die Zeit und der Wind, der die Zeit von 1745 bis 1945 behandelt. Dieser Regionalismus, zu dem auch die eher sozialkritischen Werke des, neben den bestehenden literarischen Zentren Rio de Janeiro und São Paulo, ebenfalls neuem Zentrum im Nordosten gehören, wurde als Stil des Roman der Dreißiger Jahre (Romance de 30) bekannt, zu deren Hauptvertretern im Süden neben Dyonélio Machado (1905–1975) und Cyro Martins (1908–1995) Veríssimo zählt.
Die erste Phase in seinem Werk beginnt mit dem 1932 selbstständig erschienenen Band mit Erzählungen Fantoches (Marionetten). Zuvor, 1929, wurde in der Monatsschrift Cruz Alta em Revista die Erzählung Chico: um conto de Natal veröffentlicht, Ladrão de Gado und A Tragédia dum Homem Gordo in der Revista do Globo, sowie A Lâmada Mágica im Correio do Povo. 1933 folgte der Roman um eine Heranwachsende: Clarissa, damit die thematisch verbundenen Caminhos cruzados (Kreuzungen) von 1935 und 1936 Música ao longe (Musik von Weitem) sowie Um lugar ao sol (Ein Platz an der Sonne), die ihm erste Erfolge brachten. 1938 erschien der Roman um den Arzt Eugênio Fontes Olhai os lírios do campo (Sehet die Lilien auf dem Felde). Für seinen Arztroman mit dem Thema des Selbstmords O resto é silêncio (Der Rest ist Schweigen) von 1943 sah er sich der Verfolgung durch die katholische Kirche in Rio Grande do Sul ausgesetzt.
Die zweite Phase seines Werkes beinhaltet hauptsächlich sein bekanntestes Werk O tempo e o vento (Die Zeit und der Wind), das als Trilogie von 1949 bis 1961 erschien. Es zeigt im neorealistischen Stil ein zweihundertjähriges soziales, politisches und geschichtliches Panorama des Rio Grande do Sul im Zeitraum von 1745 bis 1945. Es wird neben den Grande Sertão: Veredas des João Guimarães Rosa oder Vidas Secas des Graciliano Ramos gestellt.
Eine letzte Phase umfasst ab 1965 Werke wie O senhor embaixador (Seine Exzellenz der Botschafter) oder Incidente em Antares (Zwischenfall in Antares) von 1971, in denen auch politische Themen wie Rassenbeziehungen, Vietnamkrieg, Terrorismus und politische Unterdrückung behandelt werden.

## Auszeichnungen
- 1934 Prêmio Machado de Assis der Cia. Editora Nacional für sein Werk Música ao longe
- 1936 Prêmio Fundação Graça Aranha für Caminhos cruzados
- 1944 Ehrendoktorwürde des Mills College, Oakland, Kalifornien
- 1954 Prêmio Machado de Assis der Academia Brasileira de Letras für sein Lebenswerk
- 1964 Ehrenbürgerschaft der Stadt Porto Alegre
- 1965 Prêmio Jabuti in der Kategorie Roman für O senhor embaixador
- 1967 Prêmio Intelectual do Ano (Prêmio Juca Pato), verliehen von der Zeitung Folha de São Paulo und der União Brasileira de Escritores (UBE), dem Verband brasilianischer Schriftsteller, für O prisioneiro.[6]

Eine besondere Ehre erwies ihm der Bundesstaat Rio Grande do Sul, der das Jahr 2005 zum „Jahr der Hundertjahrfeier des Érico Veríssimo“ erklärte und eine Reihe von Veranstaltungen durchführte.

## Werke
Gesamtausgaben
Insgesamt gibt es bisher drei Werkausgaben:
- Obras de Erico Verissimo. 1956. In 17 Bänden.
- Obras completas. 1961. In 10 Bänden.
- Ficção completa. 1966. In 5 Bänden.

Autobiografien
- O escritor diante do espelho. 1966.
- Solo de clarineta – Memórias. (1. Band). 1973.
- Solo de clarineta – Memórias 2. 1976.

Erzählungen
- Fantoches. 1932.
- As mãos de meu filho. 1942.
- O ataque. 1958.

Romane
- Clarissa. 1933.
- Caminhos cruzados. 1935.
- Música ao longe. 1936.
- Um lugar ao sol. 1936.
- Olhai os lírios do campo. 1938.
  - deutsche Ausgabe: Die Lilien auf dem Felde. Ein Arztroman. Neff, Wien/Berlin 1974, ISBN 3-7014-0103-9. (Übersetzer: Hans Erik Hausner).
- Saga. 1940.
- O resto é silêncio. 1943.
- O tempo e o vento. (1. Teil) — O continente. 1949.
  - deutsche Ausgabe: Die Zeit und der Wind. Roman. Neff, Wien/Stuttgart/Wien 1953. (Übersetzer: Ernst Doblhofer. Verschiedene Ausgaben und Hörbücher).
- O tempo e o vento. (2. Teil) — O retrato. 1951.
  - deutsche Ausgabe: Das Bildnis des Rodrigo Cambará. Neff, Wien/Stuttgart/Berlin 1955. (Übersetzer: Thomas Silbitzer, Ernst Doblhofer).
- O tempo e o vento. (3. Teil) — O arquipélago. 1961.
- Noite. Novela. 1954.
  - deutsche Ausgabe: Nacht. Roman. Neff, Wien/Berlin/Stuttgart 1956. (Übersetzer nach der englischen Ausgabe Night. 1956: Elfriede Wagner).
- O senhor embaixador. 1965.
  - deutsche Ausgabe: Seine Exzellenz der Botschafter. Neff, Wien/Berlin 1967. (Übersetzer: Hans Erik Hausner).
- O prisioneiro. 1967.
- Incidente em Antares. 1971.

Kinder- und Jugendbücher
- A vida de Joana d’Arc. 1935.
- As aventuras do avião vermelho. 1936.
- Os três porquinhos pobres. 1936.
- Rosa Maria no castelo encantado. 1936.
- Meu ABC. 1936.
- As aventuras de Tibicuera. 1937.
- O urso com música na barriga. 1938.
- A vida do elefante Basílio. 1939.
- Outra vez os três porquinhos. 1939.
- Viagem à aurora do mundo. 1939.
- Aventuras no mundo da higiene. 1939.
- Gente e bichos. 1956.

Reisebeschreibungen
- Gato preto em campo de neve. 1941.
- A volta do gato preto. 1946.
- México. 1957.
  - deutsche Ausgabe: Mexiko. Land der Gegensätze. Neff, Wien/Berlin/Stuttgart 1958. (Übersetzer: Thomas Silbitzer).
- Israel em abril. 1969.

Essays
- Brazilian Literature – an Outline. The Macmillan Company, New York 1945.
- Rio Grande do Sul. 1973.
- Breve história da literatura brasileira. 1995.

Biografien
- Um certo Henrique Bertaso. 1972.

Viele seiner Werke wurden übersetzt; es gibt Bücher von ihm in inzwischen 19 Sprachen, darunter auf Deutsch, Spanisch, Finnisch, Holländisch, Ungarisch, Indonesisch, Englisch, Italienisch, Japanisch und Norwegisch.

## Übersetzungen
Aus dem Deutschen
- Ernst Glaeser: Classe 1902. 1933. (Originaltitel: Jahrgang 1902).
- Hans Fallada: E agora, seu moço? 1937. (Originaltitel: Kleiner Mann – was nun?).

Aus dem Englischen
- James Hilton: Não estamos sós. 1940. (Originaltitel: We Are Not Alone).
- James Hilton: Adeus mr. Chips. 1940. (Originaltitel: Goodbye Mr. Chips).
- Aldous Huxley: Contraponto. 1934. (Originaltitel: Point Counter Point).
- Katherine Mansfield: Psicologia. 1939. (Originaltitel: Psychology).
- Katherine Mansfield: Felicidade. 1940. (Originaltitel: Bliss).
- Katherine Mansfield: O meu primeiro baile. 1940. (Originaltitel: Her First Ball).
- Somerset Maugham: Maquiavel e a dama. 1948. (Originaltitel: Then and Now).
- Horace McCoy: Mas não se mata cavalo? 1947. (Originaltitel: They Shoot Horses, Don’t’ they?).
- Robert Nathan: O retrato de Jennie. 1942. (Originaltitel: Portrait of Jennie).
- John Steinbeck: Ratos e homens. 1940. (Originaltitel: Of Mice and Men).
- Edgar Wallace: O sineiro. 1931. (Originaltitel: The Ringer).
- Edgar Wallace: O círculo vermelho. 1931. (Originaltitel: The Crimson Circle).
- Edgar Wallace: A porta das sete chaves. 1931. (Originaltitel: The Door with Seven Locks).
- Edgar Wallace: A pista do alfinete novo. 1956. (Originaltitel: The Clue of the New Pin).

## Verfilmungen
Film
- 1947: Mirad los Lirios Del Campo. Argentinien 1947. Basiert auf der Geschichte: Olhai os lírios do campo. Regie: Ernesto Arancibia, Drehbuch: Túlio Demicheli.Schauspieler: Jose Olara, Mauricio Jouvert.
- 1956: O sobrado. Brasilien 1956. Basiert auf der Geschichte: O tempo e o vento. Regie: Cassiano Gabus Mendes, Walter George Durst. Schauspieler: Rosalina Granja Lima, Lima Duarte.
- 1970: Um certo capitão Rodrigo. Brasilien 1970. Basiert auf der Geschichte: O tempo e o vento. Regie: Anselmo Duarte. Schauspieler: Francisco di Franco, Newton Prado
- 1971: Ana Terra. Brasilien 1971. Basiert auf der Geschichte: O tempo e o vento. Regie: Durval Gomes Garcia. Schauspieler: Rossana Ghessa, Geraldo Del Rey.
- 1985: Noite. Brasilien 1985. Basiert auf der Geschichte: Noite. (1954). Regie: Gilberto Loureiro. Schauspieler: Paulo César Pereio, Cristina Ache und Eduardo Tornaghi.

TV
- 1967: O tempo e o vento. Brasilien 1967. Basiert auf der Geschichte: O tempo e o vento. Regie: Dionísio Azevedo, Drehbuch: Teixeira Filho. Schauspieler: Carlos Zara, Geórgia Gomide.
- 1980: Olhai os lírios do campo. Brasilien 1980. Basiert auf der Geschichte: Olhai os lírios do campo. (1938). Regie: Herval Rossano, Drehbuch: Geraldo Vietri und Wilson Aguiar Filho. Schauspieler: Cláudio Marzo, Nívia Maria.
- 1981: O resto é silêncio. Brasilien 1981. Basiert auf der Geschichte: O resto é silêncio. Regie: Arlindo Pereira, Telenovela: Mario Prata. Schauspieler: Carmem Monegal, Fernando Peixoto.
- 1982: Música ao longe. Brasilien 1982. Basiert auf der Geschichte: Música ao longe. (1936). Regie: Edson Braga, Telenovela: Mario Prata. Schauspieler: Djenane Machado, Fausto.
- 1985: O tempo e o vento. Brasilien 1985. Basiert auf der Geschichte: O tempo e o vento. Regie: Paulo José, Drehbuch: Doc Comparato. Schauspieler: Tarcísio Meira, Glória Pires.
- 1994: Incidente em Antares. Brasilien 1994. Basiert auf der Geschichte: Incidente em Antares. (1971). Regie: Paulo José, Drehbuch: Charles Peixoto, Nelson Nadotti. Schauspieler: Fernanda Montenegro, Paulo Betti.

Für 2013 ist die Ausstrahlung einer Neuverfilmung vorgesehen.